# Rauhia
Rauhia là chi thực vật có hoa trong họ Amaryllidaceae.